# Soldatinnen- und Soldatenurlaubsverordnung
Die Soldatinnen- und Soldatenurlaubsverordnung (SUV) regelt für alle Soldaten der Bundeswehr, also sowohl für Berufssoldaten und Soldaten auf Zeit als auch für Grundwehr- und Reservedienstleistende, die Gewährung von Erholungs- und Sonderurlaub.
Für den Erholungsurlaub (erster Abschnitt der SUV) gilt dabei im Wesentlichen die Erholungsurlaubsverordnung (EUrlV) für Bundesbeamte.
Für den Sonderurlaub (zweiter Abschnitt der SUV) im Wesentlichen die Sonderurlaubsverordnung (SUrlV) für Bundesbeamte.